# Malimbus ibadanensis
El malimbo de Ibadán (Malimbus ibadanensis) es una especie de ave paseriforme de la familia Ploceidae endémica de Nigeria, en África occidental.
Mide unos 20 cm de largo. El macho es negro, con la cabeza y pecho rojos. En la hembra las zonas rojas cubren una proporción menor de su plumaje.
Se alimenta en parejas o en grupos pequeños, a veces junto con el Malimbus rubricollis. 

## Distribución
Es una especie endémica de Nigeria, donde solo habita en el sector suroeste del país, incluida la ciudad de Ibadan (en Oyo). Fue descubierto en 1951 y en aquella época era relativamente común. El talado de sectores del bosque la han convertido en una especie escasa.
Habita en el bosque y zonas aledañas incluidas zonas degradadas. Se encuentra en peligro de extinción por la pérdida de hábitat